# 雷根視星鯰
雷根視星鯰，為輻鰭魚綱鯰形目視星鯰科的其中一種，為熱帶淡水魚，分布於南美洲厄瓜多爾太平洋沿岸淡水流域，體長可達16公分，棲息在底層水域，生活習性不明。

## 扩展阅读
維基物種上的相關：雷根視星鯰